# Рьечина
Рьечина (хорв. Rječina) — река в Хорватии. Впадает в Адриатическое море близ города Риека.
Длина реки составляет 17,3 км, средняя ширина — 9-16 м. Исток Рьечины находится на высоте 326 м над уровнем моря. В 1870 источник реки находился около холма, который назывался Подьяворье, но он был разрушен во время землетрясения в районе села Клана. Крупнейшими притоками являются Сушица, Лужац, Зала, Захумчица, Голубинка, Ричиница и Боровщица, но они почти полностью высыхают в течение года.
В 1968 году для хозяйственных нужд на реке была построена плотина ГЭС, в результате чего образовалось озеро Валичи и исчезло (было затоплено) село под одноименным названием. Почти половину своей длины Рьечина протекает по дну каньона. В Риеке русло реки делится на два рукава: Мёртвый канал (Mrtvi kanal) (старое русло) и Новый канал, который был прорыт в XIX веке, когда Мёртвый канал стал использоваться как гавань.
Из достопримечательностей, расположенных на берегах реки, известна водяная мельница Гашпара (Gašparov mlin) в Мартыново Село (Martinovo Selo), которая была отреставрирована в 1990-х годах. Из фауны наиболее распространены форель и речные крабы.